# 105号州际公路 (加利福尼亚州)
105号州际公路（英語：Interstate 105）是洛杉矶县南部一条东西方向的高速公路，是5号州际公路的一条辅助线，连接洛杉矶国际机场和诺沃克，全长18.82英里。全路段是加州高速及快速公路系統组成部分。